# Primer secretario del Comité Central del Partido Comunista de Cuba
El primer secretario del Comité Central del Partido Comunista de Cuba, o simplemente primer secretario del Partido Comunista de Cuba, es el máximo dirigente del Partido Comunista de Cuba (PCC) y la máxima figura política de Cuba. El primer secretario del Partido preside además el Buró Político del Partido así como los Plenos del Comité Central. 
El cargo fue creado en semejanza del secretario general del Partido Comunista de la Unión Soviética que estaba ocupado por Leonid Brézhnev en aquel momento. En la actualidad el cargo es ejercido desde abril de 2021 por Miguel Díaz-Canel Bermúdez, quien también ocupa el cargo de presidente de la República.

## Lista
| No. | Retrato                                                                         | Nombre (nacimiento–muerte)                                                      | Término de cargo                                                                | Término de cargo                                                                | Término de cargo                                                                | Segundo secretario                                                              |
| No. | Retrato                                                                         | Nombre (nacimiento–muerte)                                                      | Inicio                                                                          | Fin                                                                             | Duración                                                                        | Segundo secretario                                                              |
| Secretario General del Comité Central del Partido Comunista de Cuba (1925-1939)                        | Secretario General del Comité Central del Partido Comunista de Cuba (1925-1939) | Secretario General del Comité Central del Partido Comunista de Cuba (1925-1939) | Secretario General del Comité Central del Partido Comunista de Cuba (1925-1939) | Secretario General del Comité Central del Partido Comunista de Cuba (1925-1939) | Secretario General del Comité Central del Partido Comunista de Cuba (1925-1939) | Secretario General del Comité Central del Partido Comunista de Cuba (1925-1939) |
| --- | ------------------------------------------------------------------------------- | ------------------------------------------------------------------------------- | ------------------------------------------------------------------------------- | ------------------------------------------------------------------------------- | ------------------------------------------------------------------------------- | ------------------------------------------------------------------------------- |
| 1 |                                                                                 | José Miguel Pérez Pérez (1896-1936)                                             | 20 de agosto de 1925                                                            | 1925                                                                            | 0 años                                                                          | –                                                                               |
| 2 |                                                                                 | José Peña Vilaboa (1891-1927)                                                   | 1925                                                                            | 1926                                                                            | 0 o 1 año                                                                       | –                                                                               |
| 3 |                                                                                 | Jorge A. Vivó (1890-1950)                                                       | 1927                                                                            | agosto de 1933                                                                  | 5 o 6 años                                                                      | –                                                                               |
| 4 |                                                                                 | Blas Roca Calderio (1908-1987)                                                  | diciembre de 1933                                                               | 1939                                                                            | 5 o 6 años                                                                      | –                                                                               |
| Secretario General del Comité Central de la Unión Revolucionaria Comunista (1939-1944)                 |                                                                                 |                                                                                 |                                                                                 |                                                                                 |                                                                                 |                                                                                 |
| 4 (1)                                                                                                  |                                                                                 | Blas Roca Calderio (1908-1987)                                                  | 1939                                                                            | 1944                                                                            | 4 o 5 años                                                                      | –                                                                               |
| Secretario General del Comité Central del Partido Socialista Popular (1944-1961)                       |                                                                                 |                                                                                 |                                                                                 |                                                                                 |                                                                                 |                                                                                 |
| 4 (1)                                                                                                  |                                                                                 | Blas Roca Calderio (1908-1987)                                                  | 1944                                                                            | 1962                                                                            | 16 o 17 años                                                                    | –                                                                               |
| Primer Secretario del Comité Central de las Organizaciones Revolucionarias Integradas (1961-1962)      |                                                                                 |                                                                                 |                                                                                 |                                                                                 |                                                                                 |                                                                                 |
| 5 (1)                                                                                                  |                                                                                 | Fidel Castro (1926-2016)                                                        | 26 de julio de 1961                                                             | 26 de marzo de 1962                                                             | 212 días                                                                        | Raúl Castro (1961-1962)                                                         |
| Primer Secretario del Comité Central del Partido Unido de la Revolución Socialista de Cuba (1962-1965) |                                                                                 |                                                                                 |                                                                                 |                                                                                 |                                                                                 |                                                                                 |
| 5 (1)                                                                                                  |                                                                                 | Fidel Castro (1926-2016)                                                        | 26 de marzo de 1962                                                             | 3 de octubre de 1965                                                            | 3 años y 191 días                                                               | Raúl Castro (1962-1965)                                                         |
| Primer Secretario del Comité Central del Partido Comunista de Cuba (1965-)                             |                                                                                 |                                                                                 |                                                                                 |                                                                                 |                                                                                 |                                                                                 |
| 5 (1)                                                                                                  |                                                                                 | Fidel Castro (1926-2016)                                                        | 3 de octubre de 1965                                                            | 19 de abril de 2011                                                             | 45 años y 178 días                                                              | Raúl Castro (1965-2011)                                                         |
| 6 (2)                                                                                                  |                                                                                 | Raúl Castro (1931-)                                                             | 19 de abril de 2011                                                             | 19 de abril de 2021                                                             | 8 años y 347 días                                                               | José Ramón Machado Ventura (2011-2021)                                          |
| 7 (3)                                                                                                  |                                                                                 | Miguel Díaz-Canel (1960-)                                                       | 19 de abril de 2021                                                             | En el cargo                                                                     | 4 años y 71 días                                                                | –                                                                               |